# Vulkanens vogter
|  | Denne artikel er oprettet af botten Steenthbot ud fra en ekstern database. Den kan derfor have sproglige fejl eller mangler. Denne skabelon kan fjernes efter kontrol af indholdet. |

Vulkanens vogter er en dansk oplysningsfilm fra 2013 instrueret af Sidsel Brandt Hasberg og Anne Troldtoft Hjorth.

## Handling
Ved foden af en af verdens mest aktive vulkaner, Mt. Merapi i Indonesien, lever folk med troen på en gammel myte. Myten fortæller, at en kæmpe beskytter dem mod Merapis vrede og voldsomme udbrud. Den mand, der i dag kontrollerer kæmpen i vulkanen, hedder Mr. Asih. Han er den spirituelle vogter af vulkanen - en titel, som han har arvet efter sin far. Mr. Asih kender Merapis luner bedre end nogen andre. Det kommer de lokale myndigheder til gode den dag, hvor en russisk turist forvilder sig op på Merapi og forsvinder.